# Schalenstein von Newton of Collessie
Der Schalenstein von Newton of Collessie ist ein 30 × 20 cm großer Stein mit Cup-and-Ring-Markierungen.
Der Schalenstein wurde im Jahr 1996 auf der Halhill Farm in Collessie in Fife in Schottland im selben Feld ausgepflügt, in dem der Symbolstein von Newton of Collessie steht.
Der abgerundete rautenförmige Stein wurde mit einem 2 cm tiefen Schälchen und zwei Ringen mit Rillen geritzt, die aus dem zentralen Ring herausführen. Ein dritter Ring auf der rechten Seite ist nur angedeutet. Der Stein wurde nicht beschädigt oder zerbrochen, so dass die Ritzung intakt ist.
Der handliche, rituelle neolithische Stein wurde vom Finder neben dem piktischen Symbolstein von Newton of Collessie platziert. Leider verschwand dieser dazugelegte Stein kurzer Zeit später. Er war aber fotografiert und aufgenommen worden.
Der Symbolstein von Newton of Collessie ist ein piktischer Symbolstein auf dem Gelände der Halhill Farm.